# Dalton Highway

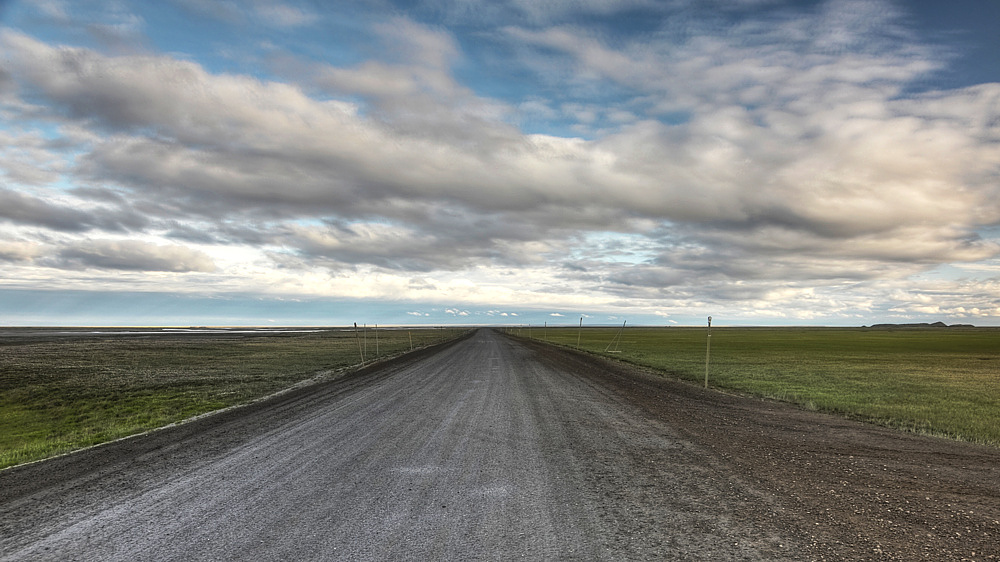
De Dalton Highway in zuidelijke richting, vanaf Deadhorse.

De Dalton Highway (ook wel Alaska Route 11; voorheen North Slope Haul Road) is de naam van een 667 kilometer lange weg in Alaska. De state highway begint bij Fairbanks en eindigt in het noorden bij Deadhorse en de Prudhoe Bay-olievelden bij de Noordelijke IJszee.
De weg werd in 1974 gebouwd ter ondersteuning van het Trans-Alaska Pipeline System. De Dalton Highway is vernoemd naar James Dalton, een ingenieur die toezicht had op de bouw van de Distant Early Warning Line en fungeerde als adviseur voor de vroege olie-industrie in Noord-Alaska.